# Пьедраита, Алехандро
Алехандро Пьедраита Диас (англ. Dany Alejandro Rosero Valencia; род. 3 сентября 2002, Картаго, Валье-дель-Каука) — колумбийский футболист, полузащитник клуба «Депортиво Перейра».

## Клубная карьера
Пьедраита — воспитанник клуба «Депортиво Перейра». 27 октября 2020 года в матче против «Агилас Дорадас» он дебютировал в Кубке Мустанга. 7 апреля 2021 года в поединке против «Индепендьенте Медельин» Алехандро забил свой первый гол за «Депортиво Перейра». В 2022 году он помог клубу выиграть чемпионат. В начале 2023 года Пьедраита на правах аренды перешёл в аргентинский «Банфилд». 31 января в матче против «Унион Санта-Фе» он дебютировал в аргентинской Примере. По окончании аренды игрок вернулся в «Депортиво Перейра».

## Достижения
«Депортиво Перейра»
- Победитель Кубка Мустанга: Финалисасьон 2022